# Mikroregion Ituverava

Mikroregion Ituverava

Mikroregion Ituverava – mikroregion w brazylijskim stanie São Paulo należący do mezoregionu Ribeirão Preto.

## Gminy
- Aramina
- Buritizal
- Guará
- Igarapava
- Ituverava